# 刘忠平
刘忠平（1966年—），广东和平人，汉族，中华人民共和国政治人物、第十二届全国人民代表大会广东地区代表。
毕业于中山大学汉语言文学专业。加入中国共产党。2013年，担任全国人大代表。